# Liste der Baudenkmäler in Baar-Ebenhausen

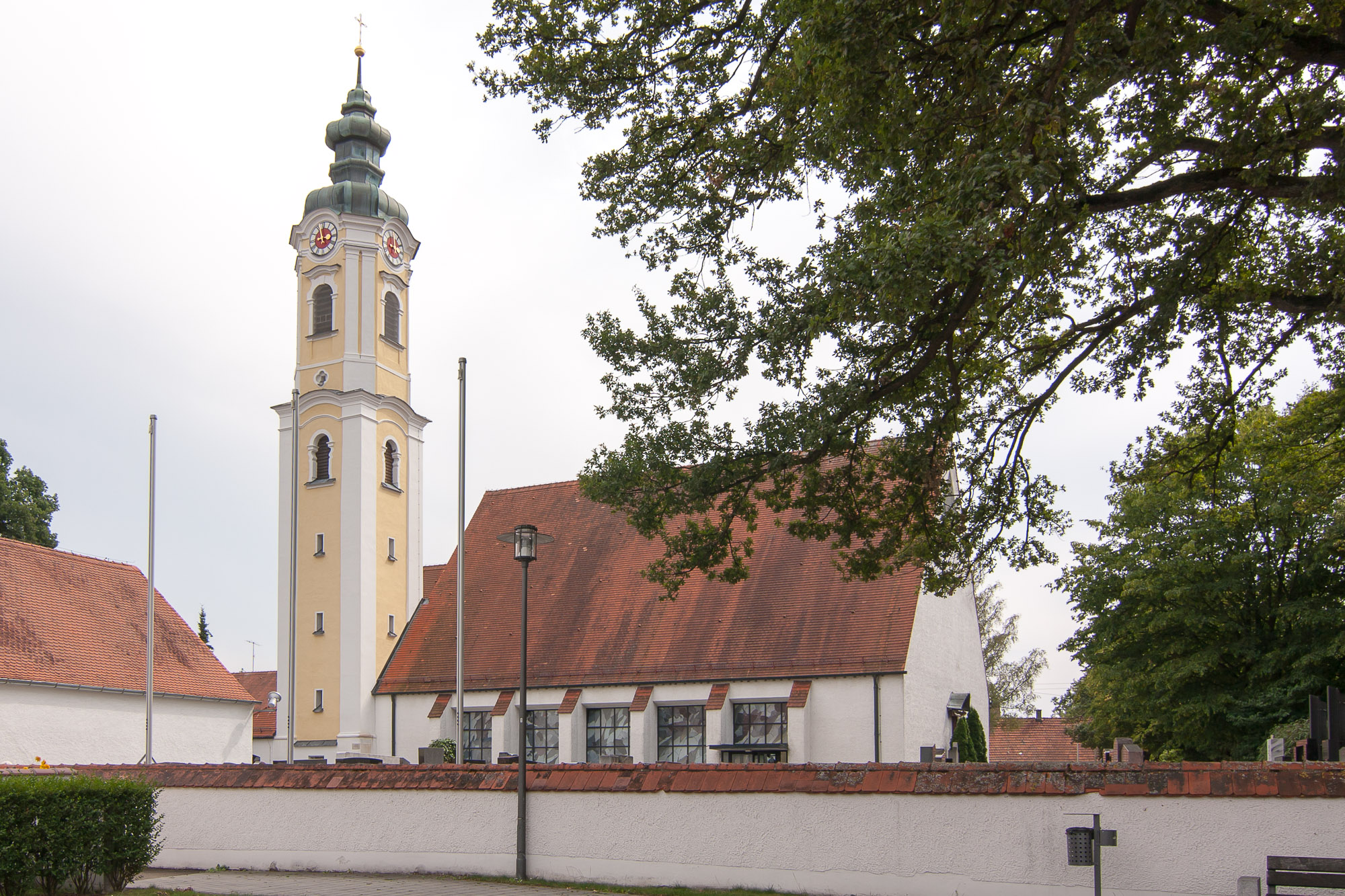
Ebenhausen, Pfarrkirche St. Martin

Auf dieser Seite sind die Baudenkmäler in der oberbayerischen Gemeinde Baar-Ebenhausen zusammengestellt. Diese Tabelle ist eine Teilliste der Liste der Baudenkmäler in Bayern. Grundlage ist die Bayerische Denkmalliste, die auf Basis des Bayerischen Denkmalschutzgesetzes vom 1. Oktober 1973 erstmals erstellt wurde und seither durch das Bayerische Landesamt für Denkmalpflege geführt wird. Die folgenden Angaben ersetzen nicht die rechtsverbindliche Auskunft der Denkmalschutzbehörde.

## Baudenkmäler nach Ortsteilen

### Baar
| Lage                                                                | Objekt                                                        | Beschreibung | Akten-Nr.             | Bild                                                        |
| ------------------------------------------------------------------- | ------------------------------------------------------------- | --- | --------------------- | ----------------------------------------------------------- |
| Beckerstraße (an der Nordseite der südlichen Paarbrücke) (Standort) | Sandsteinfigur des heiligen Johann Nepomuk auf hohem Sockel   | Mitte 18. Jahrhundert, Sockel bezeichnet „1880“. | D-1-86-113-4 Wikidata | Sandsteinfigur des heiligen Johann Nepomuk auf hohem Sockel |
| Dorfplatz (Standort)                                                | Denkmal für die Gefallenen des Ersten und Zweiten Weltkrieges | Kleiner Tempel auf Granitpfeilern mit Dreiecksgiebel, darin Sarkophag, darüber Relief des auferstandenen Christus, gerahmt von Inschrifttafeln mit Namen der Gefallenen, in klassizierenden Formen, um 1918, um 1945 ergänzt. | D-1-86-113-12         | BW                                                          |
| Dorfplatz 3 (Standort)                                              | Gasthaus zum Alten Wirt                                       | Zweigeschossiger, traufseitiger Steilsatteldachbau mit Bodenerker und Lisenengliederung, 17./18. Jahrhundert. | D-1-86-113-2          | weitere Bilder                                              |
| Kirchstraße 2 (Standort)                                            | Katholische Pfarrkirche Mariä Himmelfahrt                     | Verputzte Saalkirche mit Steilsatteldach, eingezogenem, dreiseitig geschlossenem Chor, südlichem Eingangsvorbau mit Ölberggrotte und seitlichem Turm mit geschweifter Haube und Laterne, Langhaus mit korbbogigem, reich stuckiertem Stichkappengewölbe, im Kern romanisch, zweite Hälfte 15. Jahrhundert, 1690–1717 barockisiert, Eingangsvorbau 18. Jahrhundert, Turm um 1900, mit Ausstattung. | D-1-86-113-1 Wikidata | weitere Bilder                                              |

### Ebenhausen
| Lage                          | Objekt                             | Beschreibung | Akten-Nr.             | Bild                |
| ----------------------------- | ---------------------------------- | --- | --------------------- | ------------------- |
| Kirchplatz 10 (Standort)      | Katholische Pfarrkirche St. Martin | Saalkirche mit Steilsatteldach, eingezogenem Chor mit Fünfachtelschluss und seitlichem Turm mit oktogonalem Obergeschoss, geschweifter Haube und Laterne, Langhaus mit offenem Dachstuhl und seitlichen großen Buntglasflächen zwischen Betonstrebepfeilern, spätgotischer Chor mit Kreuzrippengewölbe, um 1510, Turm spätbarock, von Johann Georg Hitzelberger, 1768, modernes Langhaus von Hansjakob Lill, 1963/64; mit Ausstattung. | D-1-86-113-5 Wikidata | weitere Bilder      |
| Münchner Straße 32 (Standort) | Ehemaliges Gasthaus                | Zweigeschossiger, traufseitiger Steilsatteldachbau mit Bodenerker, 17./18. Jahrhundert. | D-1-86-113-7          | Ehemaliges Gasthaus |

## Abgegangene Baudenkmäler
| Lage                                     | Objekt     | Beschreibung | Akten-Nr.               | Bild |
| ---------------------------------------- | ---------- | --- | ----------------------- | ---- |
| Baar Uferstraße 1 (Standort)             | Bauernhaus | 19. Jahrhundert. | D-1-86-113-3 ? Wikidata | BW   |
| Ebenhausen Brückenstraße 1 (Standort)    | Bauernhaus | Eingeschossig mit Greddach über Kastengesims und alten Fenstern, Anfang 19. Jahrhundert. | D-1-86-113-6 Wikidata   | BW   |
| Ebenhausen Münchener Straße 7 (Standort) | Bauernhaus | Eingeschossiger verputzter Ziegelbau mit steilem Satteldach (Einfirsthaus), typische Raumteilung im Inneren; 1539, verändert ab der Stube 1805; im rechten Winkel anschließender Pferdestall mit Backofen; zweite Hälfte 19. Jahrhundert. | D-1-86-113-8 Wikidata   | BW   |